# Jaromir Radke
Jaromir Adam Radke, né le 28 mai 1969 à Tomaszów Mazowiecki, est un patineur de vitesse polonais.

## Palmarès

### Jeux olympiques d'hiver
| Épreuve / Édition   | 500 mètres | 1 000 mètres | 1 500 mètres | 5 000 mètres | 10 000 mètres | Mass start                       | Poursuite par équipes            |
| JO 1992 Albertville | —          | —            | —            | 16e          | 14e           | Épreuve inexistante à cette date | Épreuve inexistante à cette date |
| JO 1994 Lillehammer | —          | —            | —            | 7e           | 5e            | Épreuve inexistante à cette date | Épreuve inexistante à cette date |

Légende :
- : première place, médaille d'or
- : deuxième place, médaille d'argent
- : troisième place, médaille de bronze
- : pas d'épreuve
- — : Non disputée par le patineur
- DSQ : disqualifiée